# Liste des observateurs non catholiques au concile Vatican II

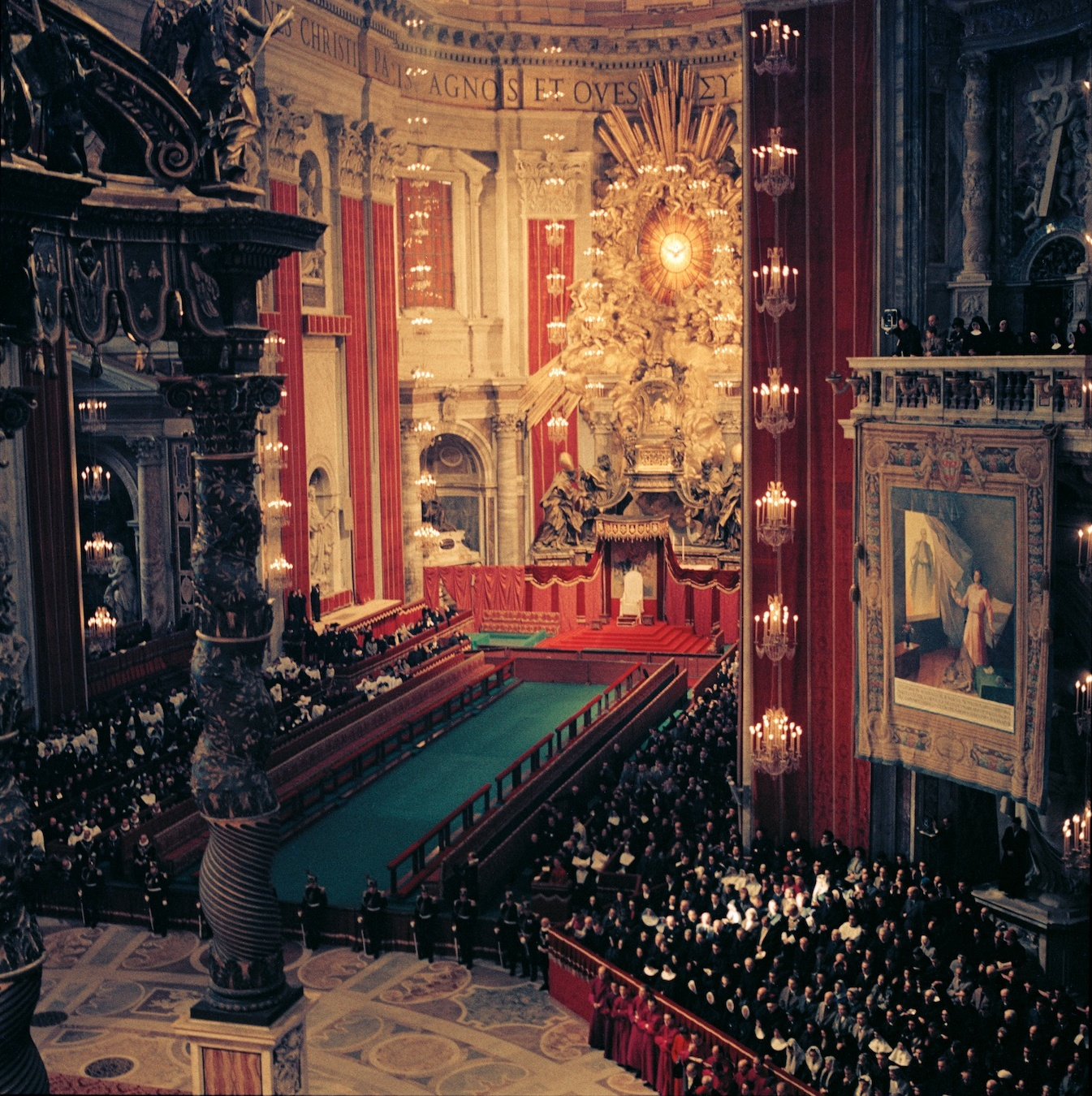
Concile Vatican II, photographie de Lothar Wolleh

Lors du concile Vatican II, pour la première fois lors d'un concile de l’Église catholique, un certain nombre d'observateurs non catholiques furent délégués par différentes Églises et communautés et autorisés à assister aux débats, sans pour autant avoir droit de participer aux discussions ou prendre part aux votes.

## Les Églises et communautés
Vingt-quatre Églises, communions ou regroupements d'Églises sont représentés parmi les observateurs invités au concile : 
- pour les Églises orthodoxes byzantines, le Patriarcat œcuménique de Constantinople, l'Église russe orthodoxe-Patriarcat de Moscou, le Patriarcat de Géorgie, l'Église orthodoxe russe hors frontières ;
- pour les Églises orthodoxes orientales, l'Église copte d'Égypte, l'Église syrienne orthodoxe, l'Église syro-malankare orthodoxe, l'Église apostolique arménienne (Catholicossat de tous les Arméniens et Catholicossat arménien de Cilicie), l'Église orthodoxe éthiopienne, l'Église malankare orthodoxe ;
- pour les autres Églises, l'Église vieille-catholique, l'Église syrienne de Mar Thomas du Malabar, l'Église de l'Inde du Sud, l'Église protestante en Allemagne ;
- pour les regroupements d'Églises, la Communion anglicane, la Fédération luthérienne mondiale, l'Alliance presbytérienne mondiale, le Conseil méthodiste mondial, le Conseil congrétionaliste international, le Conseil mondial de consultation des Amis ou Quakers, la Convention mondiale (en) des Églises du Christ, l'Association internationale du christianisme libéral et enfin le Conseil œcuménique des Églises.

## Représentants

### Alliance presbytérienne mondiale
- Hébert Roux (1902-1980)[2], pasteur de l'Église réformée de France[3], délégué de l'Alliance presbytérienne mondiale[4] durant les 2 premières sessions, puis de la Fédération protestante de France pendant les suivantes[5],
- révérend Robert McAfee Brown[6] (1920-2001), membre de l'Église presbytérienne unie aux États-Unis, professeur de théologie à l'université de Standford
- révérend Angus W. Morrison[6], membre de l'Église d'Écosse
- Révérend Douglas W.D. Shaw[6], Église d'Écosse, pasteur assistant à Édimbourg[7]
- James H. Nichols[6], Église presbytérienne unie aux États-Unis, professeur d'histoire moderne de l'Église au collège théologique de Princeton

#### Substitut
- Vittorio Subilia[8] (1911-1988), doyen la Faculté de théologie vaudoise à Rome.

### Association internationale du christianisme libéral
- Lambertus Jacobus van Holk (1893-1982)[9], théologien et professeur à l'université de Leyde.
- Dana McLean Greeley[10] (1908-1986), président de l'Association universaliste unitarienne, remplacé par James Luther Adams[10] (1901–1994), professeur à la Harvard Divinity School.

#### Substitut
- le révérend George Williams[10] (1914-2000), ministre du culte de l'Église unitarienne, professeur à la Harvard Divinity School

### Communion anglicane
- Mgr John Moorman (en)[11] (1905-1989), évêque de Ripon
- Charles Harold de Soysa (en)[7] (1907-1971), archidiacre de Colombo au Sri Lanka, recteur de la Divinity School de Colombo
- Frederick C. Grant (en)[12] (1891-1974), bibliste anglican américain
- le révérend William J. Wolf, professeur à l'École épiscopale de théologie de Cambridge dans le Massachusetts

#### Substituts
- Mgr Stanley Eley (en) (1904-1990), évêque de Gibraltar en Europe
- Mgr Alpheus Zulu (en) (1905-1987), évêque coadjuteur de Saint John (en) en Afrique du Sud
- le révérend Howard Root (en)[13] (1926-2007), doyen de l'Emmanuel College à l'Université de Cambridge
- Bernard Clinton Pawley (en) (1911-1981)[11], chanoine anglican de la cathédrale d'Ely, représente les archevêques de Canterbury et d'York.

### Conseil congrégationaliste international
- le révérend Douglas Horton (en)[10] (1891-1968), ancien doyen de la Harvard Divinity School et ancien modérateur du Conseil congrégationaliste interanational
- le révérend George B. Caird (en)[10] (1917-1984), enseignant au Mansfield College d'Oxford

#### Substituts
- le révérend Heiko_Oberman (1930-2001), professeur d'Histoire de l'Église à la Harvard Divinity School
- le révérend Elmer J.F. Arndt (1908-1969), professeur de théologie historique et d'éthique à l'Eden Theological Seminary (en) à Webster Groves
- le révérend Howard Schomer (en) (1915-2001), membre de l'Église unie du Christ, président du Chicago Theological Seminary (en)

### Conseil méthodiste mondial
- Mgr Fred Pierce Corson (en)[14] (1896-1985), évêque méthodiste de Philadelphie, président du Conseil
- le révérend Albert C. Outler[10] (1908-1989), professeur de théologie à l'Université méthodiste du Sud à Dallas, remplacé par le révérend Franz Hildebrandt[10] (1909-1985), professeur de théologie chrétienne à l'université Drew (en)
- le révérend Harold Roberts[10], directeur du collège de théologie Richmond (en) à Londres

#### Substituts
- le révérend José Míguez Bonino[8] (1924-2012), doyen de l'école de théologie évangélique de Buenos Aires
- le révérend Robert E. Cushman[15] (1913-1993), doyen de la Duke Divinity School (en) de l'université Duke à Durham
- le révérend David Alan Keighley, représentant de l'Église Méthodiste d'Angleterre en Italie
- le révérend Reginald Kissack[8] (1910-1998), fondateur de l'Oxford Institute of Methodist Theological Studies

### Conseil mondial de consultation des Amis ou Quakers
- Douglas V. Steere (en) (1901-1995), professeur de philosophie à l'Haverford College
- Richard Ullmann (de)[7] (1904-1963), professeur au Woodbrooke College (en) de Birmingham

### Conseil œcuménique des Églises
- le révérend Lukas Vischer (1926-2008)[16], pasteur membre de la Fédération des Églises protestantes de Suisse, secrétaire du département Foi et Constitution du COE
- Nikos Nissiotis (en) (1924-1986), théologien grec orthodoxe, directeur associé de l'Institut œcuménique de Bossey
- Mgr John Sadig, évêque anglican de Nagpur en Inde
- le révérend Masatoshi Doi[17] (1907-1988), membre l'Église Unie du Christ au Japon, professeur de théologie systématique et d'œcuménisme à l'université Doshisha de Kyoto

### Convention mondiale des Églises du Christ
- William George Baker, membre de l'Église chrétienne des Disciples du Christ, lecteur en théologie pratique au Scottish Congregation College d'Édimbourg
- le révérend Jesse Bader (en)[12], membre de l'Église chrétienne des Disciples du Christ[18]

### Fédération luthérienne mondiale
- le pasteur Kristen Skydsgaard (da) (1902-1990)[19], professeur de théologie systématique et directeur de l'Institut œcuménique à l'université de Copenhague
- George Lindbeck[16] (1923-2018), professeur d'histoire de la théologie à la Yale Divinity School (en)
- le révérend Vilmos Vajta (hu)[8] (1919-1998), directeur du département de théologie de la Fédération luthérienne mondiale à Genève

#### Substituts
- Mgr Sven Silen (sv) (1908-1983), membre de l'Église de Suède et évêque du diocèse de Västerås
- le révérend Warren Quanbeck, professeur de théologie au séminaire théologique luthérien du Nord-Ouest (en) à Saint-Paul dans le Minnesota

### Église apostolique arménienne

#### Catholicossat de tous les Arméniens
- Mgr Parkev Kevorkian, délégué à Moscou du Patriarche suprême et catholicos de tous les Arméniens
- Krikor Bekmezian, théologien membre du Conseil spirituel suprême du Catholicat d'Etchmiadzin

#### Catholicossat arménien de Cilicie
- l'archimandrite Garéguine Sarkissian[10] (1932-1999), professeur de théologie au séminaire d'Antélias au Liban
- l'archimandrite Ardavazt Terterian, professeur de théologie au séminaire d'Antélias au Liban

### Église copte d'Égypte
- Pakhoum A. El-Moharaky, secrétaire aux affaires religieuses du Patriarcat copte d'Alexandrie
- Farid El-Pharaony, vice-président du Conseil de la Communauté copte d'Alexandrie.
- père Youhanna Girgis, ancien inspecteur au ministère de l'instruction publique[10]
- Dr Tadros Mickaïl Tadros, ancien magistrat de la cour d'Appel d'Alexandrie[10]

### Église orthodoxe éthiopienne
- père Petros Gabre Selassie[10]
- père Haile Mariam Thesome[10]
- père Melake Selam Demetros
- père Haile Gabriel Dagne

### Église évangélique en Allemagne
- Edmund Schlink (1903-1984)[19], professeur luthérien de théologie systématique à l'université de Heidelberg, directeur de l'Institut de recherches œcuméniques qu'il a fondé dans cette université, participe aux travaux du département Foi et Constitution du Conseil œcuménique des Églises fondé en 1947

### Église de l'Inde du Sud
- le révérend A.H. Legg, modérateur au Synode de l'Église de l'Inde du Sud à Trivandum

### Église syrienne de Mar Thomas du Malabar
- C.P. Mathew, professeur au Collège de l'Union chrétienne à Aluva dans le Kerala

### Église malankare orthodoxe
- père Paul Verghese[12] (1922-1996), futur Paulos Mar Gregorios (en)

### Église orthodoxe russe hors frontières
- Mgr Antony Bartochevitch (ru)[10] (1910-1993), évêque de Genève
- l'archiprêtre Igor Troyanof[10] (1900-1976), recteur des églises de Lausanne et Vevey

### Église russe orthodoxe
- l'archiprêtre Vitaly Borovoy (1916-2008)[20] professeur à l'académie de théologie de Leningrad, chargé de préparer l'entrée puis, depuis 1961, représentant de son église au COE
- l'archimandrite Vladimir Kotliarov[10] (1929), délégué du patriarcat de Moscou, vice-supérieur de la Mission orthodoxe russe de Jérusalem

#### Substitut
- Nikolai Anphinogenov, secrétaire de la représentation Orthodoxe russe au COE

### Église syrienne orthodoxe
- père Raamban Zakka B. Iwasn[10] (1933-2014), secrétaire exécutif du Patriarcat jacobite d'Antioche.

### Église syro-malankare orthodoxe
- père Korah Philipos, recteur du séminaire de Kottayam en Inde

#### Substitut
- Serge Grotoff[8] (1897- ?), de l'Université de Rome

### Église vieille-catholique
- le chanoine Peter J. Maan (1913-1993)[21], professeur d'Écriture sainte au séminaire d'Amersfoort, chanoine de la cathédrale vieille-catholique d'Utrecht[10]
- Werner Küppers (de) (1905-1980)[21]

## Personnalités

### Hôtes individuels duSecrétariat pour la promotion de l'unité des chrétiens
- Mgr Cassien Bézobrazov (ru)[8] (1892-1965), directeur de l'Institut Saint-Serge de Paris ;
- L'archiprêtre Alexandre Schmemann (1921-1983), doyen du Séminaire Saint-Vladimir dans l'État de New York ;
- le révérend Gerrit Cornelis Berkouwer[8] (1903-1996), professeur de l'Université libre d'Amsterdam ;
- le révérend William A. Norgren, New York, directeur de la commission Faith and Order du National Council of Churches
- Oscar Cullmann (1902-1999)[22], théologien protestant, professeur à la Sorbonne et à l'université de Bâle ;
- Roger Schütz[10] (1915-2005), prieur de la communauté de Taizé ;
- Max Thurian[8] (1921-1996), supérieur de la communauté de Taizé ;
- le révérend Stanley I. Stuber[8], directeur baptiste du Missouri Council of Churches.
- le révérend Joseph Jackson[8], de Chicago

### Autres

#### Quatrième session
- William Ragsdale Cannon (en) (1916-1997) de l'Église méthodiste unie[14]

- Nicolas Afanassieff (1893-1966), théologien, assistant au nom des églises orthodoxes russes en Europe occidentale
- Paul Evdokimov[12] (1901-1970), professeur de théologie orthodoxe à l'Institut Saint-Serge à Paris

#### Divers
- Georges Florovsky[12] (1893-1979), doyen du Séminaire de théologie orthodoxe Saint-Vladimir à Crestwood et professeur d’histoire de l'Église orientale à l'Université Harvard